# Merindah Dingjan
Merindah Dingjan (ur. 15 stycznia 1991 w Arnhem) – australijska pływaczka pochodzenia holenderskiego, specjalizująca się głównie w stylu dowolnym.
Brązowa medalistka mistrzostw świata z Szanghaju w sztafecie 4 x 100 m stylem zmiennym.